# Osini
Osini är en ort och kommun i provinsen Nuoro i regionen Sardinien i Italien. Kommunen hade 776 invånare (2017).